# 49P/Arend-Rigaux
49P/Arend-Rigaux, komet Jupiterove obitelji. 